# 圣克鲁斯德拉萨尔萨
圣克鲁斯德拉萨尔萨（西班牙語：Santa Cruz de la Zarza），是西班牙卡斯蒂利亚-拉曼恰托莱多省的一个市镇。总面积265平方公里，总人口4505人（2001年），人口密度17人/平方公里。

## 友好城市
- 法國 拉格朗克鲁瓦